# Frankie Laine
Frankie Laine, właśc. Francesco Paolo LoVecchio (ur. 30 marca 1913 w Chicago, zm. 6 lutego 2007 w San Diego) – amerykański piosenkarz pochodzenia włoskiego, był popularny w latach 50.
Był synem Giovanniego i Cresenzii Lo Vecchio (z d. Salerno), emigrantów z Sycylii.
W latach 40., występował w hollywoodzkich zespołach muzycznych, zauważony przez Hoagy’ego Carmichaela, rozpoczął błyskawiczna karierę. Występował w radiu, nagrywał piosenki do filmów wytwórni Columbia, pojawiał się w telewizji. Pierwszym wylansowanym przez Laine’a przebojem, była piosenka „That’s My Desire”. Wylansował również tytułową piosenkę do legendarnego filmu „W samo południe” z Garym Cooperem.
Największe triumfy Laine święcił jednak nie w Stanach Zjednoczonych, a w Wielkiej Brytanii, gdzie wprowadził na 1. miejsce brytyjskiej listy przebojów cztery piosenki, w tym będący w zestawieniu przez 18 tygodni w 1953 roku „I Believe”, co do dziś (stan na 2007 rok) stanowi niepobity rekord. W latach 1953–1954 Laine’a ogłoszono najwybitniejszą osobowością muzyczną.
Echem jego wielkiej popularności jest fragment piosenki Leonarda Cohena „Memories”: Frankie Lane, he was singing Jezebel / I pinned an Iron Cross to my lapel / I walked up to the tallest and the blondest girl.
Karierę zakończył definitywnie w 1960 roku, z liczbą 21 złotych płyt, sprzedając na świecie około 100 mln nagrań.
Zmarł po operacji biodra w San Diego, o czym poinformował jego wieloletni producent Jimmy Martino.

## Wybrane piosenki
- „Answer Me”
- „Gunfight at the OK Coral”
- „Hey Joe!”
- „The Ballad of High Noon”
- „Jezebel”
- „I Believe”
- „Rawhide”
- „That’s My Desire”
- „A Woman in Love”